# St. Bernard's-Jacques Fontaine
St. Bernard's – Jacques Fontaine est une ville située sur la péninsule de Burin de l'île de Terre-Neuve dans la province de Terre-Neuve-et-Labrador, au Canada. La ville avait une population de 565 habitants lors du recensement de 2006. Les deux communautés de St. Bernard's et de Jacques Fontaine ont fusionné en 1994.